# Phanerochaete australis
Phanerochaete australis är en svampart som beskrevs av Jülich 1980. Phanerochaete australis ingår i släktet Phanerochaete och familjen Phanerochaetaceae.   Inga underarter finns listade i Catalogue of Life.